# Ngũgĩ wa Thiong'o
Ngũgĩ wa Thiong'o   (Kamirithu, 5 de gener de 1938 - Buford, 28 de maig de 2025) fou un escriptor, acadèmic i activista kikuiu. Va néixer i es va criar en el context de la Segona Guerra Mundial (1939-1945) i del conflicte per la independència de Kenya entre el govern imperialista britànic i la guerrilla Mau-Mau (1952-1960). El 1962, l'any de la independència del país, Thiong’o inicià la seva carrera literària amb l'obra teatral The Black Hermit («L'ermità negre»). Va ser un defensor a ultrança de les llengües minoritzades del continent africà, de la seva cultura i de la memòria col·lectiva i va ser un dels 40 experts que va contribuir a la Declaració Universal dels Drets Lingüístics el 1996.
Entre 1962 i 1977 va agafar volada entre la crítica internacional pel to crític i marcadament de denúncia social que van anar prenent les seves obres, que se centraven en les problemàtiques culturals i socials de «la Kenya neocolonial»; per aquest motiu, va ser empresonat sense càrrec pel govern de Daniel arap Moi durant un any. Després de sortir de la presó mercès a la mediació d'Amnistia Internacional, que el va declarar pres de consciència, va patir la persecució política entre 1978 i 1982, any en què finalment es va veure forçat a exiliar-se del país, primer a la Gran Bretanya fins al 1989, i després als Estats Units d'Amèrica fins al 2002. El 2004 ell i la seva esposa Njeeri wa Ngũgĩ van fer una visita breu a Kenya durant la qual un escamot de sicaris el van atacar a l'hotel on s'hostatjaven. Més endavant va viure a Califòrnia, fent classes d'anglès i literatura comparada a la Universitat de Califòrnia a Irvine.
És mundialment reconegut pels seus èxits literaris i acadèmics: va publicar més d'una trentena d'obres entre anglès i kikuiu, i va obtenir deu títols doctor honoris causa a universitats d'arreu del món. A més, va ser un activista i conferenciant actiu en defensa de les cultures i llengües africanes i dels drets humans. Per aquest motiu, el 2019 va rebre el Premi Internacional Catalunya «per la seva distingida i arriscada obra literària i per la seva defensa de les llengües africanes, basada en la noció de l'idioma com a cultura i memòria col·lectiva».

## Biografia

### Primers anys (1938-1963)
Ngũgĩ wa Thiong'o neix el 5 de gener de 1938 a Kamiriithu, un poblat rural de la Província Central del futur estat de Kenya (aleshores Colònia i Protectorat de Kenya). Era el cinquè de sis germanes i germans, fill de Wanjikũ wa Ngũgĩ i del terratinent Thiong’o wa Ndũcũ, del qual aquesta era la tercera de quatre esposes (en total, el nucli familiar acumulava vint-i-quatre filles i fills).
Durant els seus primers anys, Thiong'o va viure envoltat, d'una banda, de les circumstàncies de la Segona Guerra Mundial (1939-1945), en la qual van participar alguns dels seus familiars com a part de cossos militars colonials com els Fusellers Africans del Rei (King’s African Rifles o KAR), i de l'altra, de la subordinació de la població kikuiu autòctona a la minoria colonial britànica: en el cas del seu nucli familiar, les terres del seu pare van ser revenudes fraudulentament a la família d'un sacerdot convers kenyà; la família de Thiong'o vivia i treballava a les plantacions del sacerdot en condicions d'arrendament de les terres. (Aquesta situació es va repetir profusament als territoris colonials durant els segles xix i xx.)
Més tard, també viuria de prop la guerra independentista que la guerrilla Mau-Mau va dur a terme contra l'autoritat britànica entre 1952 i 1962, concretament la repressió indiscriminada que el govern colonial va imposar a la població autòctona (que va donar lloc a execucions sumàries, la creació de cossos paramilitars i de camps de concentració) i la manipulació de la informació sobre el conflicte que apareixia als mitjans del territori (on predominaven la línia ideològica de la supremacia dels blancs sobre els negres i la criminalització dels dissidents).
Totes aquestes circumstàncies, juntament amb el pes de la tradició oral en la cultura kikuiu i la possibilitat de rebre una educació formal, van influir decisivament en la mentalitat de Thiong'o i en la seva capacitat d'anàlisi crítica de la realitat i l'entorn social.
La seva educació va transcórrer primer en algunes escoles d'àmbit local (durant aquesta època, a causa de la gran proximitat entre l'àmbit religiós i l'educatiu, té molt contacte amb la Bíblia, fins al punt que tria ser batejat com a James Ngũgĩ); després a l'Alliance High School (el primer institut de Kenya que va oferir ensenyament secundari a africans, i el de més prestigi acadèmic de tot el territori); i finalment va estudiar llengua i literatura anglesa a la Universitat de Makerere a Kampala, Uganda, i a la Universitat de Leeds (West Yorkshire, Anglaterra). Durant aquesta última etapa publica la seva primera obra, The Black Hermit, un teatre amb el conflicte Mau-Mau com a centre de la trama, en el context de la celebració de la independència de Kenya el 1962.

### Carrera professional i empresonament (1963-1977)
Després de graduar-se, Thiong'o alterna la feina acadèmica amb l'activisme i la literatura. Com a professor de literatura anglesa, va ensenyar a la Universitat de Nairobi entre 1967 i 1977; també va ser professor d'escriptura creativa a la Universitat de Makerere (1969-1970) i d'estudis anglesos i africans a la Universitat del Nord-oest de Kenya (1970-1971).
Des de la universitat, Thiong'o centra l'atenció de les polítiques acadèmiques i culturals de l'època. Juntament amb altres figures destacades de l'àmbit acadèmic africà i en el context de les teories de pensament postcolonials, comença a qüestionar la pertinència de mantenir departaments i ensenyaments de llengües colonials (anglès, francès, etc.) i a preconitzar la importància de potenciar i donar suport a les llengües i cultures autòctones (p. e. la seva llengua materna, el kikuiu) dins de l'àmbit universitari. Aquestes tesis van provocar grans reflexions per tot Àfrica i per la resta del món, i al capdavall van ser clau per al realçament de les cultures i literatures africanes durant la segona meitat del segle xx.
Des de la publicació de The Black Hermit, Thiong'o alterna la producció pròpiament literària (narrativa i teatre) amb la producció de caràcter assagística. En l'àmbit narratiu destaquen quatre novel·les i una obra teatral: Weep not, Child («No ploris, nen», novel·la), escrita el 1964; The River Between («El riu entremig», novel·la), escrita el 1965; A Grain of Wheat («Un gra de blat», novel·la, publicada en castellà per Debolsillo), escrita el 1967; Petals of Blood («Pètals de sang»), escrita el 1977; i I Will Marry When I Want («Em casaré quan jo vulgui», teatre) també de 1977. En l'àmbit assagístic destaca especialment el recull d'articles i reflexions Homecoming («Retorn a casa»), aparegut per primera vegada el 1969, on concreta les tesis ja esmentades sobre la personalitat pròpia de les llengües i cultures africanes. Paral·lelament, va impulsar l'edició de publicacions periòdiques de caràcter literari com Penpoint (1963-64) i Zuka (1965-1970), i va participar en l'edició d'un número d'una altra, Ghala (1964).
Especialment a partir de A Grain of Wheat (1967), l'autor pren partit clarament a favor de les classes populars i en contra de les restes de la influència colonial al país. Entre aquestes influències destacaven especialment les llengües europees, que encara eren les preferides com a vehicle de la cultura no només a Kenya sinó a tot Àfrica; a les seves obres, Thiong'o preconitza el rebuig a la cultura europea i l'ús total de les llengües autòctones (ell mateix començarà a substituir la seva llengua habitual de creació literària, l'anglès, pel kikuiu, procés que culminarà durant l'estada a la presó el 1977). A partir del 1967, a les seves obres destaca també amb més vehemència les desigualtats a les quals encara se sotmetia a la població kenyana, i a denunciar les pràctiques de les noves autoritats nacionals.
Les obres de Thiong'o es van tornar perilloses per al nou govern postcolonial de Kenya, que llavors presidia Jomo Kenyatta: a Petals of Blood i a I Will Marry When I Want (1977) l'autor va fer un retrat descarnat de la societat kenyana neocolonial i va advocar per l'ús total de les llengües pròpies enfront de les llengües europees. Per aquestes dues obres, i especialment per l'èxit de crítica que van assolir nacionalment i internacionalment tant les obres com les tesis que defensaven, el llavors vicepresident del govern Daniel arap Moi el va empresonar sense càrrecs a la presó de màxima seguretat de Kamiti el 31 de desembre del 1977.

### Estada a la presó i exili (1978-2004)
Thiong'o va romandre a la presó durant un any sencer. Durant aquest període, va completar la seva transició de l'anglès al kikuiu i va escriure íntegrament en aquesta llengua una de les seves novel·les més conegudes, Caitaani mũtharaba-Inĩ («El dimoni a la creu», en anglès Devil on the Cross).
Gràcies a la mediació d'Amnistia Internacional, que el va declarar presoner de consciència, va ser alliberat, però a partir de 1978 va patir persecució i marginació social i política: el govern kenyà, que havia passat el mateix any a les mans de Moi i que adquiria progressivament el caràcter de dictadura, es va ocupar de bloquejar-li l'accés a qualsevol feina de l'àmbit acadèmic on pogués estendre les seves tesis; tanmateix, Thiong'o va continuar creant obres on denunciava les desigualtats del país, fet que el va fer romandre marcat com a perillós per les autoritats. El punt màxim d'aquesta tensió es va donar el 1982, quan Thiong'o i la seva esposa es van assabentar durant una estada a Londres que el dictador pretenia assassinar-lo a la tornada a Kenya, i el matrimoni es va veure forçat a l'exili, primer al Regne Unit (1982-1989) i més tard als Estats Units (1989-2002), lloc on finalment ha residit fins a l'actualitat.
El 2002 Moi, el govern del qual no va deixar de perseguir Thiong'o i va pressionar els governs britànic i estatunidenc perquè no se li donés asil, va perdre finalment la presidència de Kenya. Durant tot aquest temps, qualsevol obra de l'autor va quedar terminantment prohibida a Kenya, i es va intentar per tots els mitjans que les seves idees no tinguessin difusió, ni dins ni fora del país.
Durant aquest període d'exili, Thiong'o va treballar activament, tant com a acadèmic com en l'activisme pels drets humans i la democràcia. De 1982 a 1998 va treballar amb el Comitè per a l'Alliberament de Presoners Polítics a Kenya; també va treballar a diferents universitats, entre les quals destaquen la Universitat de Bayreuth (1984), Yale (on va ensenyar anglès i literatura comparada entre 1989 i 1992), el Five College Consortium (on va ser professor de literatura anglesa i africana durant el 1991), la Universitat de Nova York (on va ensenyar literatura comparativa i estudis del comportament entre 1992 i 2002), i finalment la Universitat de Califòrnia a Irvine, on s'ha mantingut fins a l'actualitat.

### Retorn a Kenya i últims anys
El 2004 Thiong'o i la seva esposa van fer una visita a Kenya com a part d'una gira per l'est d'Àfrica. Durant aquesta visita un grup de quatre homes va assaltar l'habitació d'hotel del matrimoni, armats amb armes blanques i de foc, van ferir greument Thiong'o i la seva esposa, i van agredir aquesta sexualment. Des del 2003 va ser membre estranger d'honor de l'Acadèmia Estatunidenca de les Arts i les Lletres, i membre de l'Acadèmia Estatunidenca de les Arts i les Ciències des del 2014. A més, va ser un dels noms més habituals entre possibles candidats al Premi Nobel de Literatura tots els anys, des del 2009 fins a la seva mort.

## Obra i treball des de 1978
Des que va sortir de la presó de Kamiti el 1978, el treball de Thiong'o ha estat més prolífic en el camp assagístic que en el narratiu, donant lloc no només a més sinó a millors obres.
L'autor va continuar escrivint des de l'exili en favor de les llengües i cultures pròpies dels africans, advocant-ne l'ús desinhibit i l'ensenyament i promoció d'una banda, i desautoritzant les romanalles colonials que suposaven les llengües europees. Tota aquesta línia de pensament anava unida al deslligament social, cultural i polític que els països africans necessitaven els seus antics senyors europeus després dels processos d'independència del segle xx, i que Thiong'o defensava que només podia assolir-se a través de la reivindicació de les cultures pròpies (cultures que havien quedat esmorteïdes o fins i tot anihilades pels moviments imperialistes). Les obres sobre aquest tema amb més èxit internacional han estat els assajos Decolonising the Mind: The Politics of Language in African Literature («Descolonitzant la ment: les polítiques lingüístiques a la literatura africana», 1986; Moving the Centre: The Struggle for Cultural Freedom («Movent el centre: la lluita per la llibertat cultural»), 1993; i Something Torn and New: An African Renaissance («Una cosa esguerrada i nova: una Renaixença africana»), 2009.
En l'àmbit de la narrativa, tot i que no ha estat tan actiu durant les últimes dècades, també ha donat obres destacables, com la que es considera el seu màxim assoliment, Mũrogi wa Kagogo (publicada el 2004 en anglès com a Wizard of the Crow). Des del 2010 ha començat també una trilogia de memòries, que de moment ha donat lloc a les obres Dreams in a Time of War, 2010 (en català, Somnis en temps de guerra, Raig Verd, 2016) i In the House of the Interpreter, 2012. També, a partir del 1992 va impulsar com a editor la publicació periòdica Mutiiri.

## Traduccions al català
- Somnis en temps de guerra. Records d'infantesa. Traducció de Josefina Caball. Barcelona: Raig Verd, 2016, ISBN 978-84-16689-13-2
- Desplaçar el centre. La lluita per les llibertats culturals. Traducció de Dídac Gurguí. Barcelona: Raig Verd, 2017.
- A la casa de l'Intèrpret. Traducció de Josefina Caball. Barcelona: Raig Verd, 2017.
- Descolonitzar la ment.  Barcelona: Raig Verd, 2017. ISBN 978-84-16689-44-6.[10]
- La revolució vertical (o per què els homes caminen drets).  Barcelona: Raig Verd, 2019. ISBN 978-84-16689-60-6.[11]
- El teixidor de somnis. El despertar d'un escriptor.  Barcelona: Raig Verd, 2020. ISBN 978-84-17925-02-4.
- El diable de la creu.  Barcelona: Raig Verd, 2021. ISBN 978-84-17925-37-6.[12]